# 爪哇猿人
爪哇猿人（學名：Homo erectus erectus）又称爪哇人，是生活在更新世中期的直立人。其化石遗存是荷兰古生物学家欧仁·杜布瓦于1891年在荷属印尼东爪哇省的梭罗河畔发现的。当时杜布瓦将其命名为“直立猿人”（Pithecanthropus erectus）。